# نظير ألماس نقي
يتكون نظير الألماس النقي (بالإنجليزي:Isotopically pure diamond) من نوع واحد من نظائر الكربون إما النظير الشائع (12C) أو النظير الأقل شيوعا( C13 )بخلاف الألماس الطبيعي المكون من خليط من نظير كربون 13 بنسبة 1.1%و النظير كربون 12 بنسبة 98.9% , وله خواص محسنة مقارنة مع الألماس الطبيعي مثل زيادة التوصيل الحراري, حيث يبلغ التوصيل الحراري قيمته القصوى عندما تكون نسبة c12 أو c13 هي 100%  بينما يصل إلى حده الأدنى عندما تكون نسبة التخصيب كربون 12 إلى كربون 13 هي 1:1

## تصنيعه
يتم رش نظير الكربون على شكل غاز ثاني أكسيد الكربون بواسطة سلسلة من التفاعلات الكيميائية المتبادلة مع أمينات الكربيمات, فيتحول إلى الميثان أوإلى نظير الألماس الصناعي النقي  ثم يتم تخصيب نظيرالألماس
بواسطة تتابع عملية ترسيب بخار الموادالكيميائية عند ضغط عالي 

## الأصناف
كربون 12
نظير نقي يكسب الألماس المصنوع منه موصلية حرارية أعلى من موصلية الألماس الطبيعي 900 - 2000 M.k\W بنسبة 50 % .
يستخدم لتصريف الحرارة في أشباه الموصلات 
كربون 13
يتكون من 20 طبقة ألماس سمكها بالمايكرومتر , ونظرا لخصائصه يستخدم حساسات للإجهاد في مطياف رامان